# スカラ (テクノロジー企業)
株式会社スカラは、ストック型のビジネスモデルであるSaaS/ASPサービスを中心に展開する企業の持株会社である。
サイト内検索サービスやFAQシステム、IVR（自動音声応答）、ECサイト運営、コンタクトセンターなど幅広く事業を手掛ける。

## 沿革
- 1991年12月 - データベース・コミュニケーションズ株式会社を設立し、米国XDB Systems社のソフトウェア製品（現・MFcobol製品）の日本語版開発を開始
- 1999年1月 - 米国Computer Corporation of America社及びSirius社と国内販売代理店契約を締結し、Model204のサポートを開始
- 2001年5月 - 大阪証券取引所ナスダック・ジャパン（現・東京証券取引所JASDAQスタンダード）市場へ上場
- 2003年
  - 4月 - 特許管理システム分野への参入を目的として、インターサイエンス株式会社の特許管理システム事業（製品名：PatentManager)を買収
  - 10月 - CRM分野への参入を目的として、株式会社ディーベックスを子会社化
- 2004年
  - 4月 - IVR（音声自動応答）分野への参入を目的として、ボダメディア株式会社を子会社化
  - 9月 - 持株会社制への移行により、株式会社フュージョンパートナーに商号変更すると同時に、データベース・コミュニケーションズ株式会社（現 株式会社スカラサービス）を新設会社として設立し、事業を承継
- 2006年6月 - 子会社であるボダメディア株式会社と株式会社ディーベックスの両社を合併し、デジアナコミュニケーションズ株式会社（現・スカラコミュニケーションズ）へ商号変更
- 2010年11月 - 自然言語処理技術とインターネット検索技術を活用したサービスを提供する株式会社ニューズウォッチを子会社化
- 2012年4月 - 子会社であるデジアナコミュニケーションズ株式会社と株式会社ニューズウォッチの両社を合併（現・スカラコミュニケーションズ）
- 2014年
  - 5月 - 東京証券取引所市場第二部へ市場変更
  - 12月 - 東京証券取引所市場第一部へ市場変更
- 2015年11月 - トライアックス株式会社を子会社化
- 2016年
  - 1月 - 子会社であるデータベース・コミュニケーションズ株式会社を、株式会社パレル（現・スカラサービス）へ商号変更
  - 7月 - 営業支援システムを提供するソフトブレーン株式会社を子会社化
  - 12月 - 株式会社スカラへ商号変更。子会社であるデジアナコミュニケーションズ株式会社とトライアックス株式会社の両社を合併し、株式会社スカラコミュニケーションズへ商号変更
- 2017年8月 - EC事業進出を目的として、対戦型ゲームのトレーディングカード売買を行うECサイトの運営会社である株式会社plube（現・スカラプレイス）を連結子会社化
- 2018年
  - 3月 - 提案型のインバウンドセンターへの発展を目的として、コールセンター運営に係るカスタマーサポートコンサルティングを行う株式会社レオコネクトを連結子会社化
  - 11月 - 秒課金や全通話録音機能を特徴としたワンストップIP電話サービスを展開する株式会社コネクトエージェンシーを連結子会社化。株式会社スカラネクストを設立
  - 12月 - 株式会社スカラネクスト マンダレー支店（ミャンマー）を設立
- 2019年
  - 7月 - 株式会社スカラパートナーズを設立
  - 10月 - ジェイ・フェニックス・リサーチ株式会社を子会社化
  - 11月 - 合同会社SCLキャピタルを設立
- 2020年
  - 4月 - グリットグループホールディングス株式会社を子会社化
  - 8月 - SCALA ACE Co., Ltd.を設立
  - 9月 - 株式会社ソーシャルスタジオを設立
- 2021年
  - 3月 - ソフトブレーン株式会社の株式譲渡により連結対象から除外
  - 6月 - 株式会社スカラトゥルーバを設立（2023年6月に清算結了）
  - 8月 - 株式会社readytoworkを子会社化
  - 11月 - 株式会社ソーシャル・エックスを設立
- 2022年
  - 2月 - 株式会社エッグを子会社化
  - 3月 - 子会社である株式会社スポーツストーリーズが株式会社ブロンコス20を子会社化
  - 4月 - 東京証券取引所プライム市場へ市場移行。日本ペット少額短期保険株式会社を子会社化
  - 12月 - SCALA ASIA SGP PTE. LTD.を設立
- 2023年
  - 4月 - 子会社であるスカラコミュニケーションズとスカラネクストの両社を合併（現・スカラコミュニケーションズ）
  - 6月 - 株式会社コネクトエージェンシーの株式譲渡により連結対象から除外
  - 8月 - ジェイ・フェニックス・リサーチ株式会社の株式譲渡により連結対象から除外
- 2024年
  - 3月 - 株式会社フォーハンズの株式譲渡により連結対象から除外
  - 4月 - 株式会社readytoworkの株式譲渡により連結対象から除外
  - 6月 - 子会社である株式会社スカラコミュニケーションズと株式会社スカラパートナーズの両社を合併。株式会社スポーツストーリーズ、株式会社ブロンコス20の株式譲渡により連結対象から除外
  - 12月 - 株式会社Retoolの株式譲渡により連結対象から除外

## 主な事業
- DX事業
- 人材事業
- EC事業
- 金融事業
- インキュベーション事業

## 関連会社
- スカラコミュニケーションズ
- スカラプレイス
- スカラサービス
- SCLキャピタル
- SCSV1号投資事業有限責任組合
- アスリートプランニング
- エッグ
- 日本ペット少額短期保険
- ソーシャル・エックス